# ハローキティオンライン
ハローキティオンライン（Hello Kitty Online）は、海外では "HOK "と略されることもある、サンリオデジタルとタイフーンゲームズによって開発され、2008年から2017年まで活動していた無料プレイの多人数同時参加型オンラインロールプレイングゲームである 。このゲームはサンリオタウンのウェブサイトと連動しており、プレイヤーは無料アカウントに登録する必要がある。

## シナリオ
このゲームは、主人公（プレイヤー）がハローキティとその仲間たちを永遠の眠りから目覚めさせ、「謎の邪悪な力」を倒す手助けをするというストーリーだ。

## 歴史
SanrioDigitalは、クローズドベータ、ファウンダーズベータ、パブリックストレステストという3段階のテストを実施した。
2008年2月13日に発表されたクローズドベータは、2008年2月21日まで実施された。5万人以上の応募があった。テスト用のアカウント数には限りがあるため、応募者はクローズド・ベータ・テストに参加する理由を説明するビデオを作成するよう指示された。この応募プロセスは2008年3月10日まで行われ、選ばれた応募者は2008年3月18日に発表された。クローズド・ベータ・フェーズは2008年4月23日に開始され、2008年6月1日まで実施されました。このクローズドベータ期間中、Sanrio DigitalはゲームコミュニティMMOSiteと協力し、ベータテスターに多くのアカウントをプレゼントしました。
2008年9月12日、公式ブログにて2008年10月8日から2008年11月8日まで実施されるベータステージ「ファウンダーズベータ」の告知が行われた。ファウンダーズベータに選ばれたプレイヤーには特別な報酬が与えられ、ファウンダーズベータ終了後もキャラクターや所持品を維持できる。発表では、クライアントとゲームシステムに改良が加えられると述べられている。サンリオデジタルのブログにもプレスリリースが掲載された。ファウンダーズ・ベータへの参加申し込みは電子メールで受け付けられ、2万アカウントが発行された。
公開ストレステストは2009年2月2日に発表され、2月14日から2月17日まで実施された。ヨーロッパを除くサンリオタウンの全メンバーがパブリックストレステストに招待された。公開ストレステストは2月22日まで延長され、その間に新しいチャリティーイベントが発表され、プレイヤーはゲーム内アイテムをクラフトすることができました。前回の「Food for Friends」イベントと同様、実際のゲーム内アイテムは現実世界の商品への変換レートとして使用され、住宅型児童養護施設「Po Leung Kuk」に寄付された。

### 友人のための食事
2008年11月3日から11月6日まで、サンリオは「Food for Friends」(以下「Food for Friends」)というチャリティーイベントを開催し、ギルドはゲーム内で食べ物をクラフトし、ユニセフとアジア青少年オーケストラに寄付しました。クラフトした食べ物の配分（量や難易度など）に応じて、サンリオデジタルはこれらのチャリティ団体に現金を寄付した。イベント期間中、ギルドは合計344,965個のアイテムを生産し、Game Mastersに寄付した。これは12,273ドルと計算され、ユニセフとアジア青少年オーケストラに寄付された。

### インドネシア
サンリオ・デジタルはGOGAMEと提携し、HKOをインドネシアでパブリッシングした。インドネシア版ファウンダーズベータは2009年4月15日に開始され、2009年4月29日まで実施された。インドネシア版オープンベータは2009年6月16日から2009年6月24日まで実施された。
2009年7月1日にインドネシア版の商業リリースが開始された。2010年12月にサービス終了。

### シンガポールとマレーシア
gloot.netはシンガポールとマレーシアにおけるHKOのパブリッシャーであり、2009年6月22日から7月22日までファウンダーズベータを実施した。商用リリースは2009年10月15日に開始された。

### フィリピン
フィリピンではLevel Up！Gamesによってフィリピンで正式にパブリッシングされ、2009年9月25日にオープンベータが開始され、2009年11月11日に商業ローンチされた。2010年7月8日、フィリピン版HKOは運営を停止したが、5ヵ月後の同年12月8日に再開された。

### ヨーロッパ
ハローキティオンラインはもともとヨーロッパでBurda:によってパブリッシングされ、2009年9月25日に商業的に発売された。2010年3月26日、Burdia:とSanrioDigitallyは、SanrioDigitalがヨーロッパ版HKOのセルフパブリッシングを開始することを正式に発表した。2010年4月7日、Burda:はHKO Europeのパブリッシングを中止した。

### タイ
SanrioDigitalは2009年10月14日、タイにおけるHKOのパブリッシャーとしてC2 Visionを発表した。タイ版HKOは2010年5月28日にクローズドベータが開始され、2010年7月5日に商用サービスが開始された。2011年12月24日、HKOタイは永久に閉鎖された。

### 北米
北米での発売はアエリア・ゲームスがパブリッシャーとなり、2010年6月1日にサンリオ・デジタルに移行した。

### ブラジル
GameMaxxはブラジルでHello Kitty Onlineを出版する。

## グローバルなゲーム内イベント
2010年1月16日、サンリオ・デジタルは慈善活動のための寄付を募るゲーム内イベント「Food For Friends 2」を発表した。仕組みは前回のFood For Friendsと同様で、北米、シンガポール、マレーシア、ヨーロッパのプレイヤーが招待された。10日間のイベント期間中、各地域のプレイヤーはゲーム内アイテムを寄付し、その寄付金は18,038.30米ドルに換金され、ハイチ地震を受け、国境なき医師団に届けられた。
2010年9月9日、新イベント「チョコレートハーバーレスキュー」がリリースされた。イベント期間中、プレイヤーはポイントを貯め、そのポイントを使って以下のような慈善寄付を計算する：
- 資金の50％は、ディープウォーター・ホライズン原油流出事故からの復興を支援するため、オセアナ・グループに提供される。
- 50％はユニセフに寄付され、2010年パキスタン洪水からの復興を支援する。

## ゲームプレイ
『HKO』では戦闘は二の次で、資源収集とクラフトに重点が置かれている。北京、パリ、ロンドン、東京、ニューヨークなどの都市をモチーフにした、あるいはそれにちなんださまざまなロケ地が存在するほか、まったくオリジナルの探索可能なエリアもある。
すべてのプレイヤーは、カスタマイズ可能な人間のアバターで表現されます。キャラクター作成時に選択できるオプションには、性別、髪型、目、肌の色、顔、血液型などがあります。
戦闘は、このゲームの主眼ではないとはいえ、関連性がある。武器は、ほうき、ハエたたき、マイクスタンドなど、さまざまな鈍器だ。プレイヤーは近くのモンスターを右クリックして戦闘に入り、その時点でアバターとモンスターが殴り合いを始める。HKOではモンスターは死なないが、体力バーが完全になくなるとめまいを起こして気絶し、倒される。

### リソース収集スキル
MMORPGの大半では、プレイヤーは敵を倒したりクエストをクリアしたりすることで経験点とレベルアップを得るが、HKOではそのようなことはなく、プレイヤーは主に資源収集とアイテムクラフトによってレベルアップしていく。
ゲーム中に出てくるアイテムの多くは、クラフトやNPCベンダーから購入することで手に入るため、資源の収集はHKOの重要な要素である。一般的に、クラフトアイテムはNPCベンダーから購入したアイテムよりも優れている。クラフトを行う場合、プレイヤーはインベントリに適切な材料や資源を用意しておく必要がある。
資源収集には、伐採、採集、植林、採掘という4つのサブタイプがある。プレイヤーはこれら4つのサブタイプからプライマリスキルとセカンダリスキルを選択しなければならない。キャラクターが選択したスキルは、選択しなかったスキルよりもはるかに高いレベルに達することができる。より高いレベルの資源にはより高いレベルが必要となるため、プレイヤー同士で資源を交換することが推奨される。資源を集めるためには、プレイヤーはツルハシなどの資源収集ツールを装備し、利用可能な資源ノードをクリックする必要があります。資源ツールにはそれぞれのスキルのレベル条件があります（例えば、上級のつるはしは採掘スキルの高いレベルが必要です）。

### アイテムクラフト
アイテムクラフトはハローキティオンラインの重要な特徴で、資源収集と同様に4つのスキルのサブタイプに分かれています： 料理（体力、気力、またはその両方を補充する食べ物）、道具／武器、服（武器と同様、服はプレイヤー自身が作成する必要があるが、他のプレイヤーと交換可能）、家具の4つのサブタイプに分けられる。

### 農業
各プレイヤーは、初めてゲームに参加する際にスターター農場を受け取ります。農園はこのゲームにおける主な収入源となります。農場で栽培された作物は、売却したり、他のプレイヤーと交換したり、クラフトしてさまざまなアイテムを作ることができます。また、より大きく立派な（そして値段の高い）農場を購入することもできる。農業を成功させるには、土地の肥沃度、害虫、成長要素などの変数を考慮する必要がある。頻繁に水をやらないと、植物は乾燥して枯れてしまう。しかし、時々モグラが農場にやってきて植物を食べてしまうので注意が必要だ。

### ペットシステム
HKOに登場するモンスターを倒すと、レアなペットカードがドロップする。プレイヤーが所有できるペットは全部で3匹までで、いつでも使用できるのは1匹だけである。ペットの役割は様々で、インベントリに余分なスペースを提供するラバとして機能したり、ペットが仕えている間、プレイヤーのステータスにバフを与えたりします。ペットは食事からレベルを得ます：ペットに定期的に食事を与えると、時間とともにステータスとレベルが上昇します。

### プレイヤー対プレイヤー
Hello Kitty Online』には直接的なPvPは存在しないが、数多くのミニゲームが用意されており、プレイヤー同士で競い合うこともできる。

### ミニゲーム
ゲーム内やSanrioTownホームページのメンバーズエリアにあるミニゲームでは、プレイヤー同士で競い合うことができます。

### 住宅システム
各プレイヤーの農場には、農場の所有者が家を建てられるスペースが割り当てられています。家を建てるには土地証明書が必要で、NPCから購入するか、クエストの報酬として受け取ります。必要な資源が十分に蓄積された後に建設を開始できる。様々な種類の家があり、手の込んだ豪華なものほど高価になる。
家が完成すると、プレイヤーはさまざまな電化製品や家具、壁紙や床板などのインテリア要素で内装を整えることができる。

### 社交
HKOは「ソーシャル・ネットワーキング」というコンセプトを提唱している。プレイヤーは、ゲーム内やサンリオタウンのウェブサイトから、他のプレイヤーのブログを見たり、メールを送ったり、アップロードされたビデオを見たりすることができる。
プレイヤー同士でギルドを結成することもできる。ギルドの仲間同士で助け合うことで、家の建設を早めることができる。グループクエストは将来のアップデートで利用可能になる予定だった。

## コミュニティ
Hello Kitty Onlineのデザインは、ゲームとSanrioTownのウェブサイトをソーシャル・コミュニティ・プラットフォームとして利用することを強調している。SanrioTownにある数多くのソーシャル機能がゲームクライアントに直接統合され、HKOのプレイヤーはSanrioTownのビデオ共有サービス、ブログ、Eメールにhellokitty.comアドレスでアクセスできる。また、プレイヤーはコミュニティ・フォーラムに投稿されたディスカッションに参加することもできる。
HKOの公式サイトには、フォーラムユーザーからキティペディアの愛称で親しまれているウィキがあり、プレイヤーはこのウィキを編集してゲームに関する最新情報を盛り込むことができる。このウィキでは、ペット、アイテム、NPC、ギルド、その他ゲームの様々な側面について説明されている。

## アイテムモール
アイテムモールはサンリオタウンのウェブサイトとゲームの両方にあった。アイテムモールでは、ユニークな服やペット、武器、家のデザインなどのプレミアムアイテムを購入することができる。購入には、サンリオロイヤルティポイント（ブログなどサンリオタウンのサービスを利用することで得られるポイント）とサンリオキャッシュポイント（実際のお金で購入するポイント）が必要となる。また、ゲームカードを使ってポイントと引き換えにお金を支払う方法もあった。

## レセプション
Hello Kitty Onlineのクローズド・ベータは、メディアやプレイヤーから様々な反応を得たが、そのほとんどは好意的なものだった。Noctalis.comは、このゲームを「おしゃべりなサウンドトラックに合わせた、ピンクでいっぱいの甘ったるいワンダーランド」と評した。ゲームのスプライト・ベースとアイソメトリック視点の2.5Dグラフィックは10年前の技術だと批判され、各キャラクターのカスタマイズ・オプション（例えば、染色キットやホームアイテムの色を変える方法）の欠如が指摘された。
IGNによるクローズド・ベータのハンズオン・レビューはおおむね好意的で、次のように結んでいる：
スタイリッシュなブルージーンズを作ったり、日本庭園を購入したり、T-レックスをペットとして飼ったりと、ベータ版で提供されたほとんどのことを体験してみたが、ハローキティオンラインは、戦闘にあまり飢えていない若い世代にとって、かなり楽しいMMOになりそうだ。確かにメジャーなMMOのような奥深さはないが、猫とウサギのゲームにしては妙に壮大に思える音楽とカラフルなキャラクターでスタイリッシュな環境を提供している。若い層には理想的なゲームのように思えるが、大人もたくさんプレイしていた。HKOには、カジュアルMMOとして大成功を収めるだけの魅力がある。
サンリオタウンのブログ機能により、ゲーマーはゲームをプレイしながら自分の経験を共有することができた。プレイヤーはまた、ブログやビデオチュートリアルで初心者を助ける役割も担っていた。一般的に、プレイヤーは他のプレイヤーやHKOのスタッフが快適で親切であると感じており、HKOの環境はほとんどのオンラインゲームに影響する「グリーフ」やPvPによる対立から解放されるとしている。
家を建てるのは難しく、プレイヤーはギルドの仲間に助けを求めなければならないと不満を漏らした。Hello Kitty Onlineのクローズドベータは、バグがほとんどないことが評価された。開発者が提供したヘルプとサポートは、プレイヤーから迅速かつ真摯であると賞賛され、あるレビュアーは驚くべき成果だと評価した。
2008年2月15日付のOutblaze Blogの記事では、クローズドベータ発表に対するネット上の反応がいくつかまとめられており、影響力のあるゲームブログKotaku、ValleyWag、InventorSpot、Japanatorなどのユーモラスなコメントが掲載されている。
このゲームはおおむね好意的に受け入れられたが、多くのプレイヤーは開発者のゲームに対する関心の低さに不満を抱き、その多くがゲームをやめていった。しかし、残っているプレイヤーの中には、新しいプレイヤーの参加や古いプレイヤーの復帰を促したり、開発者にコンタクトをとろうとする人も増えている。

### HKO Insider
2008年4月1日、「World of Warcraft」のニュース＆攻略サイト「WoW Insider」は、「World of Warcraft」の報道を終了し、「Hello Kitty Online」に切り替えると発表した。当初「WoW Insider」と表示されていたバナーは「HKO Insider」と表示され、両端にはハローキティの画像が掲載されました。WoW Insiderの4月1日のコンテンツは、ハローキティオンラインを題材にした風刺記事（少なくとも26本）のみで構成された。ウェブサイトに掲載された28番目の記事で、サイトがWoW Insiderに戻ることが発表された。

### アイランド・アドベンチャー・パック
2008年4月1日、サンリオデジタルはエイプリルフールの告知を行い、ハローキティオンライン初の拡張パック「アイランドアドベンチャー」（Island Adventure）のリリースが2009年に予定されていることを明らかにした。このニュースはサンリオタウンのメインブログとHKOの公式ブログに掲載された。この架空の拡張パックのタイトルは、サウスパークのエピソード "Make Love, Not Warcraft "にちなんだもので、登場人物のバターズ・ストッチは、World of Warcraftのような暴力的で競争的なゲームよりも、"Hello Kitty Island Adventure "の方が好きだと語っている。
サンリオデジタルのエイプリルフールリリースによると
Island Adventure will be the first expansion pack in gaming history that will reduce rather than expand an existing game world. The plot revealed by the announcement sounds strikingly similar to the hit television series "Lost", involving survivors of a plane crash that had been traveling to Australia, their struggle to survive in a hostile environment while dealing with the island's natives, and the danger that the survivors will split up and follow two leaders rather than remain together.
このフェイクニュースは、『WoW Insider』のユーモラスな記事の素材として使われた。

### 受賞歴
ハローキティ・オンラインは、2008年香港ICTアワードのベスト・デジタル・エンターテインメント賞を受賞しました。

## 2015年 ハック
2015年、サンリオタウンのウェブサイトからHKOのデータベースがネット上に流出し、姓名、誕生日、性別、出身国、パスワード、メールアドレスなど、330万アカウントの個人情報が流出した。これは間接的にアイテムモールの機能削除につながった。

## 人気の低下と閉鎖
ゲームの人気低下には多くの要因があった。ゲームの初期段階で未発達だった部分がいくつかあり、そのためにストーリーを終えた後にプレイをやめてしまった人がいた。このゲームの物理的なリリースが発表されたが、延期されたため、それほど売れなかった。2010年、サンリオは東京シティクエストを発表したが、発売されることはなかった。代わりに、ニューヨークのクエストがリリースされた。最後のクエストは2012年のバレンタインクエストだった。
MMO Falloutによると、サンリオは2012年3月にゲームのサポートを終了した。おそらく、ウェブサイトからゲームのダウンロードリンクが削除されたのがこの時期だと思われる。ゲームはアップデートを受けなくなり、実質的に放棄された。その後しばらくして、元のサイトであるhellokittyonline.comはサンリオタウンのウェブサイトにリダイレクトされ、ユーザーは新しいアカウントを作ることができなくなった（回避方法を見つけたユーザーもいたが）。ゲームの痕跡が消え始めたため、多くの人がプレイを止めたが、サンリオ・デジタルが代わりにモバイルゲームに重点を移していたため、ゲームは明らかに十分にケアされていなかったものの、フォーラムはまだ新旧プレイヤーで活発で、時々ログインしていた。サーバーは2017年頃まで最小限のプレイヤー数でアクティブなままだったが、忠実なファン以外の多くの人々に知られることなく、ゲームは永久にオフラインとなった。正確な停止日は不明だが、ファンのブログによると、最後にログインできたのは2017年8月だという。